# ピーター・グリーン (サッカー審判員)
ピーター・ダニエル・グリーン（英: Peter Daniel Green, 1978年5月29日 - ）はオーストラリア・ブリスベン出身のサッカー審判員である。

## 概要
2002年にAリーグでサッカー審判員のキャリアを開始した後、2006年にFIFAのライセンスを取得し国際審判員として活動している。母語である英語を使用できる。2008年からはAFCエリートレフェリーにも選出されている。
AFCチャンピオンズリーグやFIFAワールドカップアジア予選で主審を務めている。

## 担当した主な国際大会

### FIFAワールドカップ・アジア予選
- 2014 FIFAワールドカップ・アジア予選
  - 2次予選： ベトナム vs  カタール
  - 3次予選：グループA  イラク vs  中国、グループB  アラブ首長国連邦 vs  レバノン、グループE  イラン vs  バーレーン
  - 4次予選：グループA  イラン vs  カタール